# Theoz

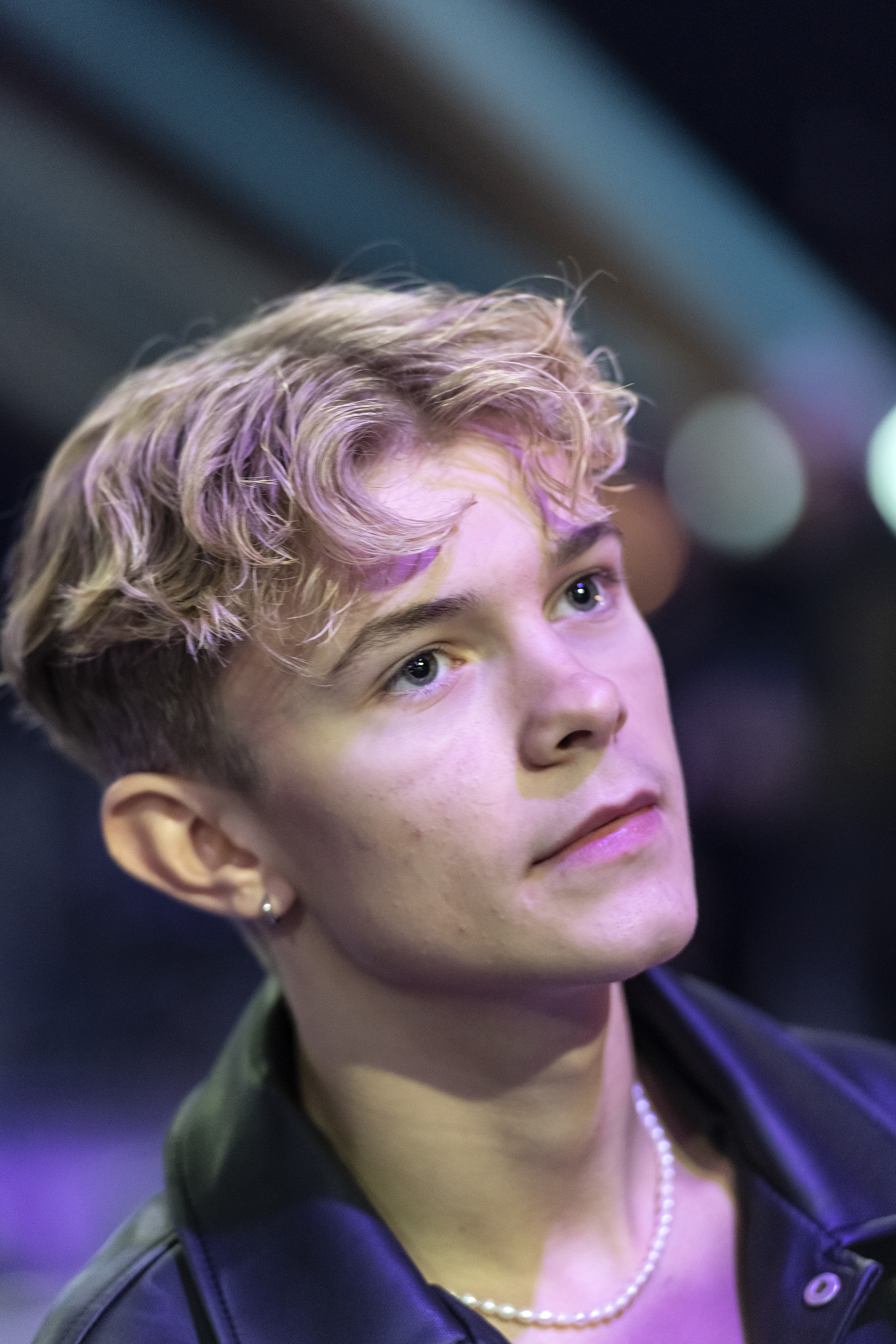
Theoz, Melodifestivalen (2023)

Theodor „Theoz“ Haraldsson (* 17. Juli 2005 in Linköping, Schweden) ist ein schwedischer Sänger, Tänzer und Schauspieler. Er begann seine Karriere 2016 mit Videos auf der Plattform Musical.ly unter dem Namen Theoz. Im Jahr 2020 hatte er eine Hauptrolle in dem Film Rymdresan zusammen mit dem Schauspieler Robert Gustafsson. 2021 trat er bei der Sendung Lotta på Liseberg auf, die auf TV4 ausgestrahlt wird. Außerdem war er 2022 als Teil der Show Diggiloo auf Tour.
Theoz nahm mit dem Lied Som du vill am Melodifestivalen 2022 und mit dem Lied Mer av dig am Melodifestivalen 2023 teil.

## Melodifestivalen
Theoz war bereits beim Melodifestivalen 2018 als Hologramm-Tänzer auf einer LED-Leinwand beim Auftritt von Samir & Viktor und ihrem Lied Shuffla zu sehen.
2022 nahm Theoz dann zum ersten Mal als Interpret am Melodifestivalen teil. Er trat mit dem auf Schwedisch gesungenen Song Som du vill (dt.: Wie du möchtest; Musik/Text von Tobias Lundgren, Axel Schylström, Tim Larsson, Elize Ryd, Jimmy „Joker“ Thörnfeldt) an. In der ersten Vorrunde (Deltävling 1) erreichte er den vierten Platz und qualifizierte sich zusammen mit Danne Stråhed für das Halbfinale (Semifinal). Im Halbfinale trat er in Gruppe 2 gegen die Interpreten Cazzi Opeia, Lillasyster und Lisa Miskovsky an. Als Zweitplatzierter hinter Cazzi Opeia konnte er sich für das Finale (Finalen) qualifizieren. Im Finale erreichte er mit 65 Punkten den siebten Platz.
Am 29. November 2022 gab die schwedische Rundfunkanstalt SVT die ersten 14 Teilnehmer des Melodifestivalen 2023 bekannt. Theoz trat mit dem Lied Mer av dig (dt.: Mehr von dir; Musik/Text von Axel Schylström, Jakob Redzer, Peter Boström, Thomas G:son) in der zweiten Vorrunde (Deltävling 2) auf. Dort konnte er sich mit 78 Punkten auf dem dritten Platz für das Halbfinale (Semifinal) qualifizieren. Im Halbfinale konnte er sich als Zweitplatzierter mit 70 Punkten für das Finale qualifizieren. Im Finale beim Melodifestivalen 2023 belegte er Platz 5 mit 78 Punkten, wo er von der Jury aus Kroatien 12 Punkte erhielt. Alle anderen der 7 internationalen Juries vergaben ihre Höchstpunktzahl an die Siegerin Loreen.

## Social Media
Im August 2016 postete Theoz sein erstes Videos auf der Plattform Musical.ly unter dem Namen Theoz. Im August 2017 erlangte er bereits eine Million Follower auf der Plattform. Ein paar Monate später erreichte er die zwei Millionen Follower auf der umbenannten App TikTok.

## Diskografie

### Alben
| Jahr | Titel         | Höchstplatzierung, Gesamtwochen, AuszeichnungChartsChartplatzierungen (Jahr, Titel, Platzierungen, Wochen, Auszeichnungen, Anmerkungen) | Anmerkungen                                    |
| Jahr | Titel         | SE | Anmerkungen                                    |
| ---- | ------------- | --- | ---------------------------------------------- |
| 2022 | Best of Theoz | — | Erstveröffentlichung: 4. März 2022 Kompilation |
| 2023 | Mer av dig    | SE7 (28 Wo.)SE | Erstveröffentlichung: 12. Februar 2023         |

### EPs
| Jahr | Titel               | Anmerkungen |
| ---- | ------------------- | --- |
| 2019 | Min Theori          | Erstveröffentlichung: 26. Juli 2019 |
| 2022 | Paradis             | Erstveröffentlichung: 17. Juni 2022 |
| 2022 | Julmusiken          | Erstveröffentlichung: 11. November 2022 |
| 2023 | Speed Up Collection | Erstveröffentlichung: 2. Februar 2023 EP mit Speed-Up-Versionen der Songs: Som du vill, Het, Hooked On A Feeling, Det kommer bli bra, Theori |

### Singles
| Jahr | Titel Album                                      | Höchstplatzierung, Gesamtwochen, AuszeichnungChartsChartplatzierungen (Jahr, Titel, Album, Platzierungen, Wochen, Auszeichnungen, Anmerkungen) | Anmerkungen                                                                  |
| Jahr | Titel Album                                      | SE | Anmerkungen                                                                  |
| ---- | ------------------------------------------------ | --- | ---------------------------------------------------------------------------- |
| 2018 | Het Min Theori / Best of Theoz                   | SE53 (8 Wo.)SE | Erstveröffentlichung: 29. Juni 2018                                          |
| 2022 | Som du vill Paradis / Mer av dig / Best of Theoz | SE7 (15 Wo.)SE | Erstveröffentlichung: 5. Februar 2022 Beitrag für das Melodifestivalen 2022  |
| 2022 | Julmusiken                                       | SE73 (3 Wo.)SE | Erstveröffentlichung: 11. November 2022                                      |
| 2023 | Mer av dig                                       | SE5 (27 Wo.)SE | Erstveröffentlichung: 12. Februar 2023 Beitrag für das Melodifestivalen 2023 |

Weitere Singles
| Jahr | Titel Album                                      | Anmerkungen                                                              |
| ---- | ------------------------------------------------ | ------------------------------------------------------------------------ |
| 2018 | Lately –                                         | Erstveröffentlichung: 2. März 2018                                       |
| 2018 | Best Girl In The World Best of Theoz             | Erstveröffentlichung: 23. November 2018                                  |
| 2018 | Why Why Why Best of Theoz                        | Erstveröffentlichung: 24. Dezember 2018                                  |
| 2019 | Theori Min Theori / Best of Theoz                | Erstveröffentlichung: 28. Juni 2019                                      |
| 2019 | Atmosfär Min Theori / Best of Theoz              | Erstveröffentlichung: 12. Juli 2019                                      |
| 2019 | Helt ärligt talat Min Theori / Best of Theoz     | Erstveröffentlichung: 26. Juli 2019                                      |
| 2019 | Allt kommer ordna sig Min Theori / Best of Theoz | Erstveröffentlichung: 26. Juli 2019                                      |
| 2019 | Årets Julklapp Julmusiken                        | Erstveröffentlichung: 15. November 2019                                  |
| 2020 | Party Animal Best of Theoz                       | Erstveröffentlichung: 11. September 2020 Soundtrack des Films: Rymdresan |
| 2020 | More –                                           | Erstveröffentlichung: 30. Oktober 2020 Cover                             |
| 2021 | Hooked On A Feeling Best of Theoz                | Erstveröffentlichung: 18. Juni 2021 Cover                                |
| 2022 | Painkiller Paradis / Mer av dig                  | Erstveröffentlichung: 29. April 2022                                     |
| 2022 | Shady Paradis / Mer av dig                       | Erstveröffentlichung: 17. Juni 2022                                      |
| 2022 | Paradis Paradis / Mer av dig                     | Erstveröffentlichung: 17. Juni 2022                                      |
| 2022 | Det kommer bli bra Paradis / Mer av dig          | Erstveröffentlichung: 17. Juni 2022                                      |
| 2022 | Christmas Song Julmusiken                        | Erstveröffentlichung: 11. November 2022                                  |
| 2022 | Smälter som snön Julmusiken                      | Erstveröffentlichung: 11. November 2022                                  |
| 2023 | Går på moln Mer av dig                           | Erstveröffentlichung: 12. Februar 2023                                   |
| 2023 | Otursdag Mer av dig                              | Erstveröffentlichung: 3. März 2023 Promotion für das Spiel Roblox        |
| 2023 | Bara lite grann (Sommer igen) –                  | Erstveröffentlichung: 16. Juni 2023                                      |
| 2023 | Någon annan –                                    | Erstveröffentlichung: 18. August 2023                                    |
| 2024 | Dagar kom aldrig tar slut –                      | Erstveröffentlichung: 3. Mai 2024                                        |

### Musikvideos
| Jahr | Titel                  |
| ---- | ---------------------- |
| 2018 | Best Girl In The World |
| 2018 | Het                    |
| 2019 | Het Ärligt Talat       |
| 2019 | Theori                 |
| 2021 | Hooked On A Feeling    |
| 2022 | Painkiller             |
| 2022 | Christmas Song         |
| 2022 | Julmusiken             |

## Filmographie
- All This Is Art
- Rymdresan

## Belege
1. 1 2 3 4  The story of Theoz. Abgerufen am 30. Juli 2022 (englisch).
2. ↑  Vänta, har Theoz varit med i Melodifestivalen tidigare? 5. Juli 2022, abgerufen am 30. Juli 2022 (schwedisch).
3. ↑  Annie Ericsson: Theoz spelar i höstens rymdäventyr på bio. In: Svenska Dagbladet. 11. September 2020, ISSN 1101-2412 (svd.se [abgerufen am 30. Juli 2022]).
4. ↑  Theoz får med sig hela Liseberg när han sjunger sin tolkning av ”Hooked On A Feeling”. Archiviert vom Original (nicht mehr online verfügbar) am 18. Februar 2022; abgerufen am 30. Juli 2022 (schwedisch).  Info: Der Archivlink wurde automatisch eingesetzt und noch nicht geprüft. Bitte prüfe Original- und Archivlink gemäß Anleitung und entferne dann diesen Hinweis.
5. ↑  Lisa Hammar, Hannah Gustafsson: Låtskrivare från länet tävlar i Melodifestivalen med Theoz: "Han levererade under repet". In: Sveriges Radio. 4. Februar 2022 (sverigesradio.se [abgerufen am 30. Juli 2022]).
6. ↑  Neil Farren: 🇸🇪 Sweden: First 14 Artists in Melodifestivalen 2022 Revealed. In: Eurovoix. 26. November 2021, abgerufen am 30. Juli 2022 (britisches Englisch).
7. ↑  Franciska van Waarden: 🇸🇪 Sweden: Melodifestivalen 2022 Heat One Results. In: Eurovoix. 5. Februar 2022, abgerufen am 30. Juli 2022 (britisches Englisch).
8. ↑  Franciska van Waarden: 🇸🇪 Sweden: Melodifestivalen 2022 Semi Final Splits Announced. In: Eurovoix. 1. März 2022, abgerufen am 30. Juli 2022 (britisches Englisch).
9. ↑  Franciska van Waarden: 🇸🇪 Sweden: Melodifestivalen 2022 Semi-Final Results. In: Eurovoix. 5. März 2022, abgerufen am 30. Juli 2022 (britisches Englisch).
10. ↑  Marko Milivojević: 🇸🇪 Sweden: Cornelia Jakobs To Eurovision 2022. In: Eurovoix. 12. März 2022, abgerufen am 30. Juli 2022 (britisches Englisch).
11. ↑  S. V. T. Nyheter: Flydde från kriget – nu gör Maria Sur debut i Melodifestivalen. 29. November 2022, abgerufen am 29. November 2022 (schwedisch).
12. ↑  Emily Grace: 🇸🇪 Sweden: Melodifestivalen 2023 Heat Two Results. 11. Februar 2023, abgerufen am 17. Februar 2023 (britisches Englisch).
13. ↑  Franciska van Waarden: 🇸🇪 Sweden: Melodifestivalen 2023 Semi-Final Results. In: Eurovoix. 4. März 2023, abgerufen am 22. Juni 2023 (britisches Englisch).
14. ↑  Megan Davies: 🇸🇪 Sweden: Loreen To Eurovision 2023. 11. März 2023, abgerufen am 12. März 2023 (britisches Englisch).
15. 1 2  Chartquellen: SE

| Personendaten    | Personendaten                         |
| ---------------- | ------------------------------------- |
| NAME             | Theoz                                 |
| ALTERNATIVNAMEN  | Haraldsson, Theodor (wirklicher Name) |
| KURZBESCHREIBUNG | schwedischer Sänger und Schauspieler  |
| GEBURTSDATUM     | 17. Juli 2005                         |
| GEBURTSORT       | Linköping, Schweden                   |